# 磐城軌道
磐城軌道（いわききどう）は、福島県いわき市にあった鉄道路線（軌道線）を運営していた鉄道会社。
保有していた路線は、現在のいわき中央警察署付近にあった長橋駅と、国有鉄道湯本駅付近にあった湯本駅を結ぶ馬車鉄道であった。全線が国有鉄道常磐線と併走していたが、営業状況は良かったという。しかし1922年（大正11年）2月16日の大雨による軌道破損により休止された。翌年1923年（大正12年）になり、当時内燃気動車を製造していた日本鉄道事業が路線を譲り受け、自社製造のガソリン動車を2両導入し運行を再開したが、長く続かず1929年（昭和4年）に営業休止、しばらく特許のみが残っていたが1937年（昭和12年）に特許が取り消され、正式に廃止された。

## 保有路線

### 路線データ
日本鉄道事業線時代
- 路線距離（営業キロ）：湯本 - 長橋間 6.0km
- 軌間：762mm
- 駅数：5[1]あるいは8[2]
- 複線区間：なし（全線単線）
- 電化区間：なし（全線非電化）
- 動力：内燃

### 歴史
- 1909年（明治42年）11月2日 磐城共益馬車軽便鉄道に対し軌道特許状下付（石城郡湯本村-内郷村間）[4][5]
- 1911年（明治44年）9月 磐城軌道株式会社設立[6]
- 1914年（大正3年）7月21日 馬車鉄道として開業[4]
- 1922年（大正11年）2月 大雨により営業休止
- 1923年（大正12年）1月15日 日本鉄道事業に路線譲渡[7]、その後営業再開。ガソリン動車を2両導入
- 1929年（昭和4年） 営業休止
- 1937年（昭和12年）3月17日 特許取り消しにより正式に廃止

### 運行概要
1925年現在
長橋発は6時から18時まで、湯本発は6時30分から18時30分までの間、1時間毎に運行。全線の所要時間は約25分。

### 駅一覧
- 湯本駅 - 傾城駅 - 堀坂駅 - 藤棚駅 - 綴駅 - 三社場駅 - 御厩駅 - 長橋駅

今尾 (2008) による

### 接続路線
- 湯本駅：国鉄常磐線（湯本駅）
- 綴駅：国鉄常磐線（綴駅）
- 長橋駅：国鉄常磐線（平駅）

### 輸送・収支実績
| 年度 | 乗客（人）                    | 貨物量（トン）                | 営業収入（円）                | 営業費（円）                  | 益金（円）                    | その他益金（円）              | その他損金（円）              | 支払利子（円）                |
| ---- | ----------------------------- | ----------------------------- | ----------------------------- | ----------------------------- | ----------------------------- | ----------------------------- | ----------------------------- | ----------------------------- |
| 1914 | 72,160                        | 106                           | 4,952                         | 2,728                         | 2,224                         |                               |                               | 1,412                         |
| 1915 | 155,422                       | 360                           | 9,665                         | 7,146                         | 2,519                         |                               |                               | 1,046                         |
| 1916 | 172,920                       | 1,370                         | 10,726                        | 7,178                         | 3,548                         |                               | 償却金150                     | 662                           |
| 1917 | 167,630                       |                               | 11,063                        | 8,425                         | 2,638                         |                               |                               |                               |
| 1918 | 170,587                       |                               | 13,211                        | 11,290                        | 1,921                         |                               |                               |                               |
| 1919 | 142,654                       |                               | 12,404                        | 11,571                        | 833                           |                               |                               |                               |
| 1920 | 17,849                        |                               | 5,678                         | 9,456                         | ▲ 3,778                       |                               |                               |                               |
| 1921 | 1922年2月の洪水により書類流出 | 1922年2月の洪水により書類流出 | 1922年2月の洪水により書類流出 | 1922年2月の洪水により書類流出 | 1922年2月の洪水により書類流出 | 1922年2月の洪水により書類流出 | 1922年2月の洪水により書類流出 | 1922年2月の洪水により書類流出 |
| 1922 | 営業休止                      | 営業休止                      | 営業休止                      | 営業休止                      | 営業休止                      | 営業休止                      | 営業休止                      | 営業休止                      |
| 1923 | 51,128                        |                               | 14,696                        | 6,695                         | 8,001                         |                               | 償却金5,200                   |                               |
| 1924 | 142,618                       |                               | 16,152                        | 10,775                        | 5,377                         |                               |                               |                               |
| 1925 | 163,706                       |                               | 18,928                        | 12,838                        | 6,090                         |                               |                               |                               |
| 1926 | 150,828                       | 15,193                        | 17,466                        | 13,773                        | 3,693                         | 3,123                         | 雑損42                        |                               |
| 1927 | 151,332                       | 13,469                        | 15,412                        | 14,555                        | 857                           |                               | 30,387                        |                               |
| 1928 | 92,370                        | 7,756                         | 9,619                         | 13,565                        | ▲ 3,946                       |                               | 30,208                        |                               |
| 1929 | 営業休止                      | 営業休止                      | 営業休止                      | 営業休止                      | 営業休止                      | 営業休止                      | 営業休止                      | 営業休止                      |

- 鉄道院年報、鉄道院鉄道統計資料、鉄道省鉄道統計資料、鉄道統計資料各年度版